# Krips en Molenaar
Krips en Molenaar was een revue- en cabaretduo, dat in de jaren rond de Eerste Wereldoorlog erg populair was in Friesland. 
Het bestond uit Lambertus Krips (Wommels, 2 september 1875 - Groningen, 27 november 1951), winkelier uit Wommels, en Simke Molenaar (Grouw, 14 mei 1874 - aldaar, 16 februari 1965), zeilmaker uit Grouw. Vanaf 1904 traden zij jarenlang op. Hun repertoire bestond uit voordrachten en liedjes in het Fries. Grote succesnummers waren de belevenissen van Oept en Kekke (ook al vertolkt door Rozenga en Molenaar), In Spantsje, De Swalkers, en tijdens de mobilisatietijd Piter en Griet nei de Fryske soldaten: 

"ús Frysce soldaten

Der falt net tsjin to praten:

Great binn’ wy op dy mannen, n’t wier

Sjuch mar dy troanjes sa gol en sa blier.

Mar ús frysce soldaten

Der falt net tsjin to praten.

Binne ho goed hja it ek skikke ken

Ljeafst thús by wiif en bêrn."
Krips en Molenaar traden samen op tot 1926. Zes jaar later waren zij nog te horen op de VARA-radio.